# National Invitation Tournament 2010
Il National Invitation Tournament 2010 è stata la 73ª edizione del torneo. Si è disputato dal 17 marzo al 1º aprile 2010. La final four è stata giocata al Madison Square Garden di New York. Ha vinto il titolo l'Università di Dayton, allenata da Brian Gregory. Miglior giocatore del torneo è stato eletto Chris Johnson.
| Campione NIT 2010       |
| ----------------------- |
| Dayton Flyers 3º titolo |

## Squadra vincitrice
|    | Naz.                   | Ruolo | Sportivo         |  | Alt. |  |  |
| -- | ---------------------- | ----- | ---------------- |  | ---- |  |  |
| 0  | Stati Uniti (bandiera) | G     | Mickey Perry     |  | 188  |  |  |
| 1  | Stati Uniti (bandiera) | G     | London Warren    |  | 183  |  |  |
| 2  | Stati Uniti (bandiera) | A     | Josh Benson      |  | 206  |  |  |
| 3  | Stati Uniti (bandiera) | G     | Rob Lowery       |  | 188  |  |  |
| 4  | Stati Uniti (bandiera) | A     | Chris Johnson    |  | 198  |  |  |
| 12 | Stati Uniti (bandiera) | A     | Dan Fox          |  | 193  |  |  |
| 22 | Stati Uniti (bandiera) | G     | Paul Williams    |  | 193  |  |  |
| 23 | Stati Uniti (bandiera) | A     | Luke Fabrizius   |  | 206  |  |  |
| 24 | Stati Uniti (bandiera) | A     | Luke Hendrick    |  | 193  |  |  |
| 25 | Stati Uniti (bandiera) | G     | Logan Nourse     |  |      |  |  |
| 32 | Stati Uniti (bandiera) | G     | Marcus Johnson   |  | 191  |  |  |
| 33 | Stati Uniti (bandiera) | AC    | Chris Wright     |  | 206  |  |  |
| 34 | Stati Uniti (bandiera) | AC    | Devin Searcy     |  | 208  |  |  |
| 35 | Stati Uniti (bandiera) | C     | Matt Kavanaugh   |  | 208  |  |  |
| 40 | Stati Uniti (bandiera) | A     | Peter Zestermann |  |      |  |  |
| 41 | Nigeria (bandiera)     | C     | Kurt Huelsman    |  | 208  |  |  |

- Allenatore: Brian Gregory